# Jesse Sullivan
Jesse Sullivan é conhecido como o primeiro homem biônico do mundo. Os dois protótipos, de braço biônico, foram desenvolvidos pelo Instituto de Reabilitação de Chicago.